# Signal Hill (St. John's)
Signal Hill is een heuvel die uitkijkt over St. John's, de hoofdstad van de Canadese provincie Newfoundland en Labrador. De 167 m hoge heuvel is erkend als een National Historic Site of Canada.

## Geografie
Signal Hill ligt in het oosten van de op Newfoundland gelegen stad St. John's. De heuvel grenst in het oosten aan de Atlantische Oceaan, in het zuiden aan The Narrows (de smalle toegang tot de natuurlijke haven van de stad), in het westen aan de wijk The Battery en in het noorden aan de wijk Quidi Vidi. Het hoogste punt van de heuvel staat bekend als Ladies' Lookout.

## Geschiedenis
Vanwege zijn strategische ligging was de heuvel van militair belang ter verdediging van de haven van St. John's. De heuvel was in 1762 het strijdtoneel voor de Slag om Signal Hill, de laatste veldslag van de Zevenjarige Oorlog die plaatsvond in Noord-Amerika. De Britten onder leiding van luitenant-kolonel William Amherst versloegen er de Fransen. De naam van de heuvel (letterlijk "seinheuvel") komt van de seinen die de Britten vanaf de heuvel gaven.

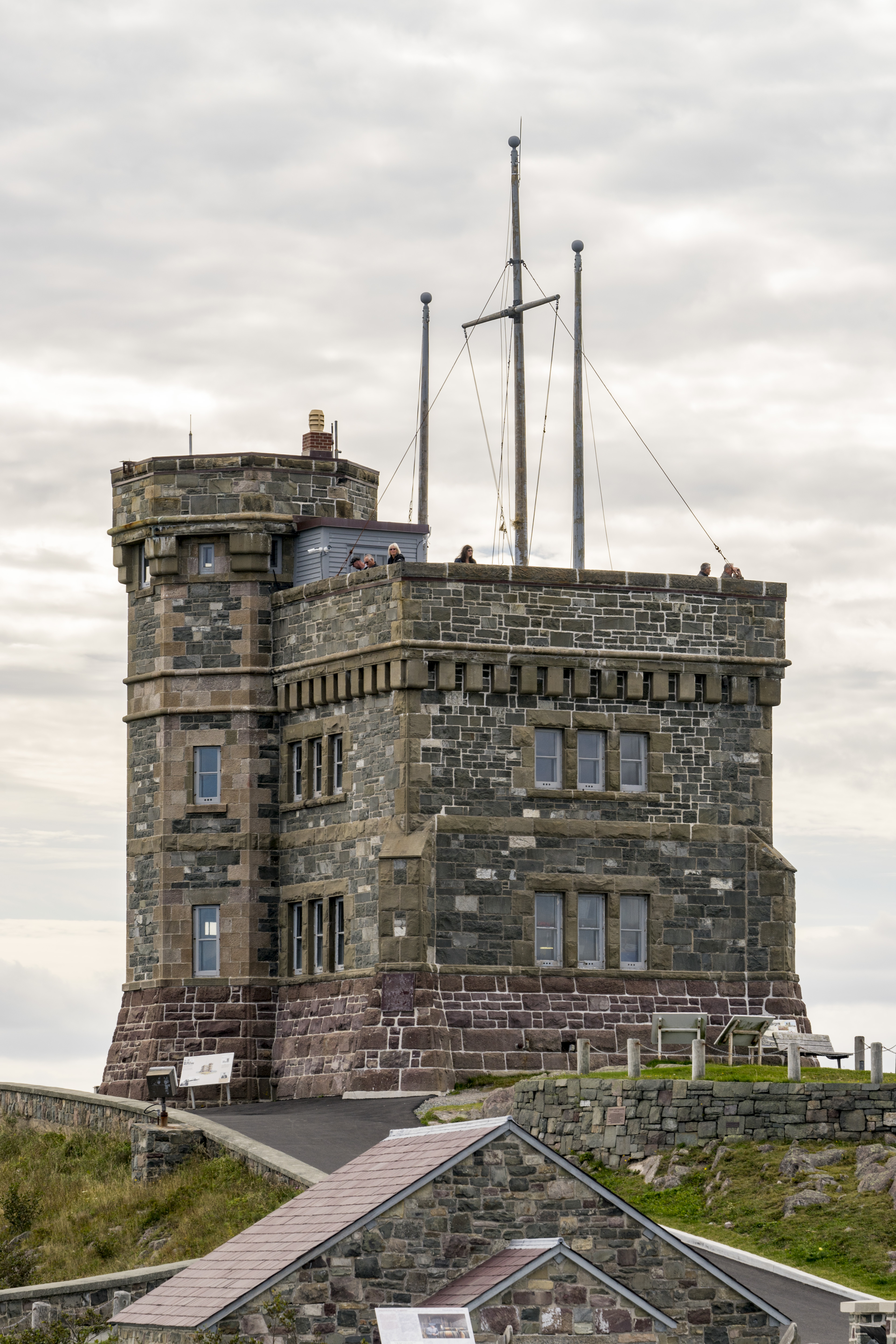
Cabot Tower bevindt zich op de top van Signal Hill

In de late 18e eeuw werd de heuvel versterkt tot een citadel. In het midden van de 19e eeuw vonden er verdere versterkingen plaats met de bouw van de Queens' Battery Barracks (afgewerkt 1862).
De bouw van de voor de stad iconische Cabot Tower begon in 1897, ter ere van zowel het diamanten jubileum van Queen Victoria als de 400-jarige verjaardag van de aankomst van John Cabot in Noord-Amerika. De officiële opening vond plaats in 1900. De toren werd voornamelijk als seintoren en als Marconi-radiotelegrafiestation gebruikt.
Op 12 december 1901 ontving Guglielmo Marconi vanaf Signal Hill het eerste trans-Atlantische radiotelegrafiesignaal.
Tijdens de Tweede Wereldoorlog plaatste het Amerikaanse leger luchtafweergeschutinstallaties op de heuvel.
In de 21e eeuw is de heuvel een belangrijke toeristische trekpleister vanwege de Cabot Tower, de historische militaire overblijfselen en vanwege de weidse panorama's over de stad en haven.

## Erkenning
Vanwege de belangrijke rol die de heuvel speelde in de zowel de militaire geschiedenis als communicatiegeschiedenis erkende Canada het in 1951 als een National Historic Site.
In 2007 duidde de Canadese publieke omroep CBC Signal Hill aan als een van de "zeven wonderen van Newfoundland en Labrador".

## Panorama

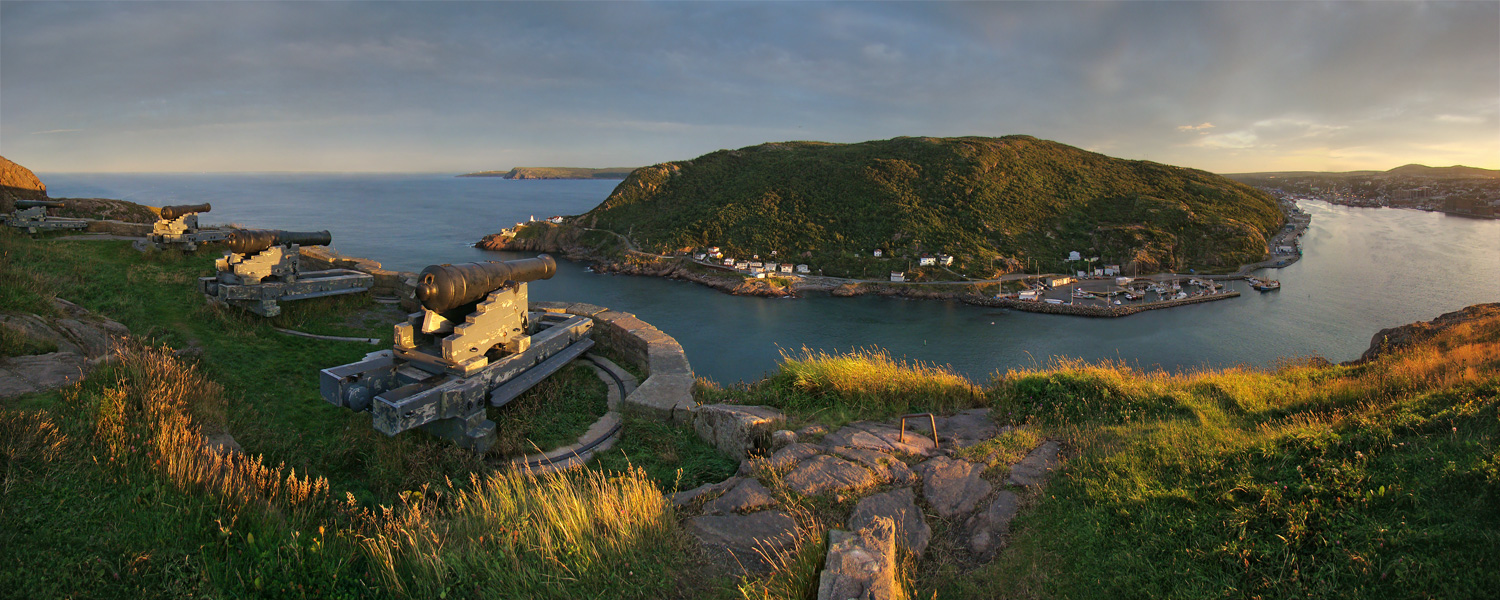
Zicht op South Head (aan de overkant van The Narrows) vanaf de militaire versterking van Signal Hill